# Joker/Mask
Joker/Mask est un comics américain de Batman réalisé par Henry Gilroy (scénario) et Ramon Fernando Bachs (dessin).

## Synopsis
L'alliance entre le Joker et le Mask donne du fil à retordre à Batman.

## Personnages
- Batman/Bruce Wayne
- Le Joker
- Mask

## Éditions
- 2000 : Joker/Mask (Semic, collection Spécial DC).
- 2007 : Joker/Mask (Wetta WorldWide, collection Réservoir Gods).